# Риба мандарин
Рибата мандарин (Synchiropus splendidus) е малка, ярко оцветена декоративна рибка от семейство Морски мишки (Callionymidae), обитаваща рифовете на Тихия океан.
Тя е един от само два животински вида, за които е известно, че имат синьо оцветяване, породено от вътрешно клетъчен пигмент. Другият вид с подобно оцветяване е рибката пъстър мандарин (S. picturatus). Във всички останали случаи, синия цвят се получава в резултат на интерференция.

## Таксономия и етимология
Видът е описан за първи път като Callionymus splendidus през 1927 г. от Алберт Уилям Хере, американски ихтиолог работещ на Филипините. По-късно е поставен в рода Synchiropus, който вече включва 51 вида, разделени в 10 подрода. Рибата мандарин се намира в подрод Pterosynchiropus, заедно с австралийските рибки S. occidentalis и S. picturatus.
Общото название на рибите мандарин идва от изключително яркото им оцветяване.

## Екология

### Разпространение и местообитание
Рибите мандарин са рифови обитатели, предпочитащи спокойните лагуни и крайбрежни рифове. В естествени условия се срещат само в Тихия океан, като се започне приблизително от Ryukyu острови на юг до Австралия на дълбочина между 1 и 18 метра.
Много трудно могат да се забележат, тъй като обикновено търсят ракообразни и други безгръбначни по дъното, бавноподвижни са, и са с малки размери, около 6 – 7 cm.

### Хранене
Въз основата на чревна анализа на 7 диви риби мандарин, морския биолог Yvonne Sadovy определя, че те имат смесена диета, която се състои от малки ракообразни, морски червеи, малки коремоноги, gammaridean amphipods, рибешки яйца и мидени рачета.
Тази риба се храни непрекъснато през деня, като селективно кълве дребната плячка на площ от няколко квадратни метра.